# Ioulian Lioublinski
Ioulian Kazimirovitch Lioublinski (en russe : Юлиан Казимирович Люблинский ; 6 novembre 1798 - 26 août 1873) est un propriétaire terrien et un décabriste. 

## Biographie
Il a travaillé au bureau de l'université de Vilnius. De 1819 à 1821, il fut auditeur au Département d'administration et de droit de l'Université de Varsovie.
Il fut l'un des fondateurs de la Société des Salves-Unis.
Après la défaite du soulèvement, il fut arrêté le 15 février 1826, il fut incarcéré à la forteresse Pierre et Paul à Saint-Pétersbourg. Le 22 août 1826 il fut condamné à cinq ans de travaux forcés. Cette peine fut réduite à trois ans. Exilé en Sibérie, le 4 avril 1827, il fut placé en détention à la forteresse de Tchita où il étudia la philosophie, l'Économie politique, les Sciences naturelles. Après l'obtention de son diplôme il fut transféré dans une forteresse dans la province d'Irkoutsk. En 1845, sur sa propre demande, il fut autorisé à s'installer avec son épouse et ses enfants dans le village de Jilkino (province d'Irkoutsk). Le 26 août 1856, il bénéficia de l'amnistie, avec sa famille il s'installa dans la province de Volynie puis, en 1872, il s'établit à Saint-Pétersbourg jusqu'à sa mort.